# Теоклит Пасалис
Теоклит (на гръцки: Θεόκλητος, Теоклитос) е гръцки духовник, лерински митрополит от 2000 година.

## Биография
Роден е като Томас Пасалис (Θωμάς Πασσαλής) в гревенското село Кипариси в 1932 година. Завършва богословие в Солунския университет. Замонашва се в 1967 година в Кладоробския манастир „Свето Успение Богородично“. На 22 октомври 1967 е ръкоположен за дякон, а на 7 април 1968 година за презвитер. Служи като проповедник и протоситгел на Леринската митрополия. На 23 януари 2000 година е ръкоположен за лерински, преспански и еордейски митрополит.
На 23 август 2023 година подава оставката си пред Светия синод на Гръцката църква, която е приета на заседанието му на 24 - 25 август 2023 година.